# Cabo Antzoriz
El cabo Antzoriz, también llamado cabo de Santa Catalina por la ermita homónima, es un promontorio situado en el municipio de Lequeitio (Vizcaya, País Vasco, España).  

## Entorno físico
Las coordenadas del cabo Antzoriz son 43°22′60’’ N  y 2°30′60’’ O. Se encuentra a 1,5 km del casco urbano de Lequeitio, en la ladera norte del monte Otoio, limitando al oeste con los acantilados de Ispáster.
El promontorio está formado íntegramente por piedra caliza, y alberga en el mismo varias cavidades kársticas.

## Espeleología

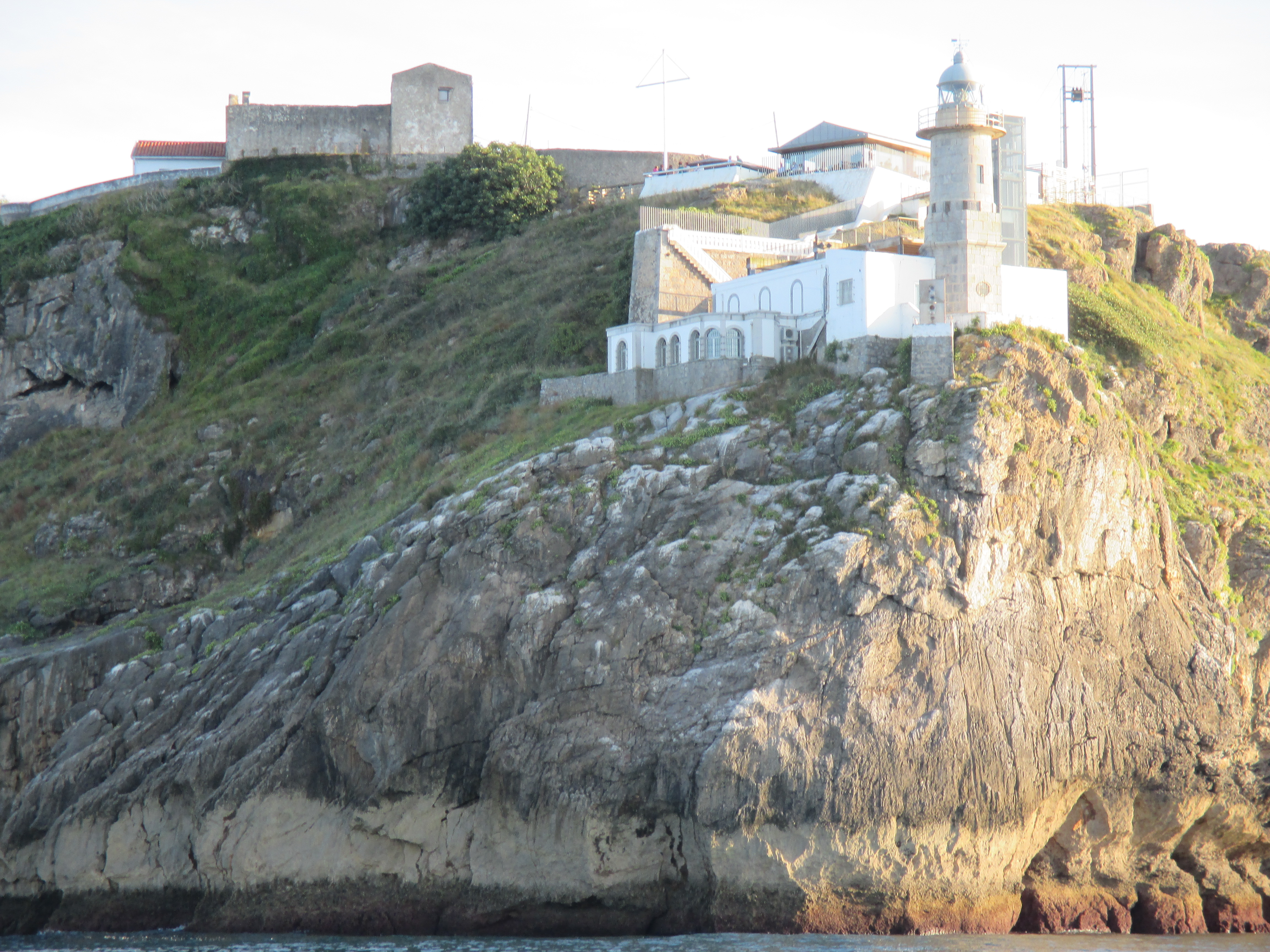
Faro de Santa Catalina.

Las cuevas de Antzoriz son también conocidas como cuevas de Santa Catalina por estar debajo de la ermita de dicho nombre. En una de ellas (Antzoriz I) se encuentra el denominado yacimiento arqueológico de Santa Catalina, excavado entre los años 1982 y 2000, y que es referencial a nivel europeo por varias razones.

## Ermita
En la colina que corona el cabo se encuentra la ermita de Santa Catalina de Antzoriz, del siglo XV. Hoy en día está desacralizada y sus edificios forman parte de un terreno particular, por lo que no se puede visitar.

## Faro
En el cabo de Antzoriz se encuentra el faro de Santa Catalina. Construido en 1862, hoy en día está totalmente automatizado y alberga un pequeño museo sobre la navegación marítima.